# Аль-Ахталь
Аль-Ахталь ат-Таглібі, справжнє ім'я Гійас ібн Гаус (араб. الأخطل التغلبي, близько 640 — близько 710) — арабський поет. Належав до арабського християнського племені тагліб. Жив в Дамаску при дворах омейядських халіфів.

## Ім'я
Ахталь — прізвисько, означає — «балакун» або «людина з довгими, висячими вухами». На жаль, час і причини отримання такого імені не відомі.

## Творчість
Багата поетична спадщина аль-Ахталя включає в себе політичну поезію, численні панегірики Омейядам і їх іракським намісникам. Блискучі полемічні вірші на адресу його суперника Джарір ібн Атіі принесли аль-Ахталю широку популярність в мусульманському світі. Аль-Ахталь був також великим майстром поезії про вино. Ці вірші відрізняються точністю і яскравістю деталей і часто виростають в живі і реалістичні картини дійсного життя, передають особисті переживання, радощі й прикрощі любові і дружби і т. ін. Творчість аль-Ахталя зазнала впливу доісламскої арабської поезії.

## Інтернет-ресурси
- Posts about al-Akhtal [Архівовано 24 липня 2019 у Wayback Machine.]